# Ononis tournefortii
Ononis tournefortii är en ärtväxtart som beskrevs av Ernest Saint-Charles Cosson. Ononis tournefortii ingår i släktet puktörnen, och familjen ärtväxter. IUCN kategoriserar arten globalt som livskraftig. Inga underarter finns listade i Catalogue of Life.